# Messerschmitt Me 309
O Messerschmitt Me 309 foi uma aeronave protótipo alemã durante a Segunda Guerra Mundial. O objectivo deste projecto era o de criar uma aeronave capaz de substituir o Messerschmitt Bf 109. Embora este caça tivesse muitos melhoramentos relativamente ao Bf 109, a sua performance deixou muito a desejar, e os problemas que afectavam o projecto acabaram por o cancelar com apenas 4 exemplares construídos.

## Me 309 Zw

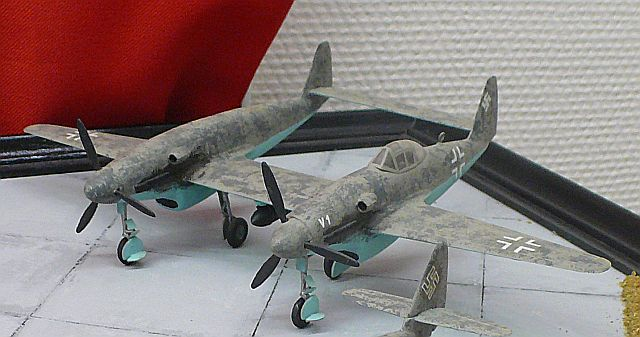
Modelo Me 309 Zw.

Uma versão de fuselagem dupla do Me 309, designado Me 309 Zw, conceito consistia em duas fuselagens de Messerschmitt Me 309 juntas, formando um caça pesado. O projecto nunca saiu do papel. Algumas fontes afirmam que o Me 309 Zw de dupla fuselagem foi denominado Me 609, mas os documentos de Messerschmitt deixam claro que esse não era o caso e que o Me 609 foi aplicado aos Me 262 padrão do final do verão de 1944 até o final da Segunda Guerra Mundial.